# Emily Riley
Emily Riley (Montreal, 23 de septiembre de 1997) es una deportista canadiense que compite en curling. Ganó una medalla de bronce en el Campeonato Mundial de Curling Mixto de 2023.

## Palmarés internacional
| Campeonato Mundial Mixto | Campeonato Mundial Mixto | Campeonato Mundial Mixto | Campeonato Mundial Mixto |
| Año                      | Lugar                    | Medalla                  | Prueba                   |
| ------------------------ | ------------------------ | ------------------------ | ------------------------ |
| 2023                     | Aberdeen (Reino Unido)   | Medalla de bronce        | Mixto                    |